# Radentscheid Kassel
Der Radentscheid Kassel ist eine Initiative zur Förderung der Radverkehrs-Infrastruktur in Kassel. Er wurde 2018 nach dem Vorbild ähnlicher Initiativen in Berlin, Frankfurt, Darmstadt und anderen Städten gegründet. Er führte im selben Jahr ein Bürgerbegehren in Kassel durch und sammelte dafür 21781 Unterschriften. Das Bürgerbegehren wurde aus formalen Gründen für ungültig erklärt, aber die Stadt Kassel machte sich einen Teil der Forderungen zu eigen und fällte als Reaktion auf das Begehren Beschlüsse zur verstärkten Förderung des Radverkehrs. 

## Initiative
Der Radentscheid Kassel ist ein informeller Zusammenschluss von Einzelpersonen und Verbänden. Dazu gehören unter anderem der AStA der Universität Kassel, der ADFC, der VCD, der BUND und das Umwelthaus Kassel. Auf eine formelle Konstituierung z. B. als Eingetragener Verein hat der Radentscheid verzichtet und nutzt für absetzbare Spenden ein Spendenkonto des VCD Hessen.
Der Radentscheid Kassel gründete sich im Frühjahr 2018, um ein Bürgerbegehren zur Förderung des Radverkehrs in Kassel durchzuführen. Dazu wurden acht Forderungen formuliert, die auch nach Abschluss des Begehrens maßgeblich für die weitere Arbeit des Radentscheids geblieben sind und auf dessen Homepage näher erklärt werden. Sie lauten:
1. Planungen nach aktuellem Stand der Technik,
2. Kontinuierliche Führung des Radverkehrs,
3. Sichere und komfortable Radverkehrsanlagen an Hauptverkehrsstraßen,
4. Nebenstraßen als komfortable, durchgängige Routen,
5. Attraktive und sichere Nebenstraßen im Umkreis von Schulen und Kindergärten,
6. Sichere und komfortable Kreuzungen für Fuß- und Radverkehr,
7. Mehr Abstellanlagen für Fahrräder,
8. Kampagnen zur besseren Akzeptanz des Radverkehrs.

## Bürgerbegehren
Im Herbst 2018 sammelte der Radentscheid Kassel 21781 Unterschriften. Zur Information der Bürger wurden die formalen Abläufe eines Bürgerbegehrens in Hessen sowie die Forderungen des Radentscheids in einer ausführlichen Broschüre erläutert. Am 12. November 2018 übergab der Radentscheid die gesammelten Unterschriften an Oberbürgermeister Christian Geselle. Auch wenn ein Teil der Unterschriften nicht gültig war, weil sie nicht von wahlberechtigten Einwohnern der Stadt Kassel stammten, wurde das nach der hessischen Gemeindeordnung notwendige Quorum von mindestens 4501 Unterschriften weit übertroffen.
Am 8. April 2019 wies die Stadtverordnetenversammlung das Bürgerbegehren als unzulässig zurück. In der Begründung wird zunächst darauf hingewiesen, dass formale Bedingungen erfüllt und die Anzahl der notwendigen gültigen Unterschriften überschritten wurden. Dennoch sei das Begehren unzulässig, weil ein Teil seiner Forderungen nicht in der Zuständigkeit der Stadtverordnetenversammlung liege oder zu unbestimmt formuliert sei. Außerdem sei die Kostenschätzung des Bürgerbegehrens nicht plausibel.
Die Stadt signalisierte dem Radentscheid, dass trotz der formellen Ablehnung das Grundanliegen der Förderung des Radverkehrs von einer Mehrheit der Stadtverordneten und von Oberbürgermeister Geselle geteilt werde, und beschloss bereits am 23. September 2019 zusätzliche Maßnahmen. Dazu gehörte neben dem verstärkten Bau von Radwegen in den Folgejahren die Einrichtung von mehreren festen Stellen in der Verwaltung mit Zuständigkeit für den Radverkehr.

## Aktivitäten nach dem Bürgerbegehren
Nach dem Teilerfolg des Bürgerbegehrens beteiligt sich der Radentscheid Kassel weiter an Diskussionen zur Verkehrspolitik und begleitet das Engagement der Stadt für den Radverkehr. Dies geschieht durch kritische Presse- und Öffentlichkeitsarbeit, aber auch durch direkte Zusammenarbeit mit städtischen Stellen und Gremien. Die Stadt hat einen Vertreter des Radentscheid in den Klimaschutzrat berufen, der seit 2019 die Stadtverordneten zu Fragen der Stadtentwicklung und des Klimaschutzes berät.
Zu den Aktionsformen, die die Öffentlichkeit an die Forderungen erinnern sollen, gehören regelmäßig veranstaltete Raddemonstationen in Form einer Critical Mass, teils auch als Kidical Mass.